# Conzano
Conzano (Consan in piemontese) è un comune italiano di 915 abitanti della provincia di Alessandria, in Piemonte.
Il comune è situato circa 14 chilometri a sud di Casale Monferrato.

Agli inizi del XX secolo il paese subì una massiccia emigrazione degli abitanti in Australia, soprattutto nel Queensland settentrionale, in particolare nell'area di Ingham, centro dove una piazza è intitolata "Conzano" e una via "Roati", cognome tipico conzanese, e a Mossman. Nei primissimi anni del Novecento, quando un censimento conta presenti 6500 italiani, uno ogni 50 risulta essere di Conzano.

## Geografia fisica
Il paese è adagiato fra le colline del Monferrato, tra i torrenti Grana del Monferrato e Rotaldo, ad un'altitudine di 262 m s.l.m., e comprende due località pianeggianti decentrate, circa 4–5 km a nord del centro abitato e a soli 10 km circa da Casale Monferrato: la prima è località Castello, la seconda frazione San Maurizio. A nord-est, il paese confina con Occimiano, a sud con Lu e Cuccaro Monferrato, a ovest con le campagne di Camagna Monferrato, a nord-ovest con Casale Monferrato.

## Storia
Il sito era già anticamente abitato da insediamenti preistorici, e vi sono state rinvenute tracce di primitivi insediamenti romani, opera del console Marco Fulvio Flacco (II secolo), insieme a piccoli presidi celto-liguri di tribù Iadatine, da Iactum, antico nome del torrente Grana. Verso il III secolo d.C. si attesta la presenza di prediali patrizi chiamati Metilius (Medilianus), e anche dei Condius o Contius, da cui l'origine del toponimo Contianus (Condiaganus, Conziacanus). Un primo agglomerato urbano si ebbe intorno al V secolo, posto a valle, in località Pozzo Piazza. Esposto alle varie scorrerie dell'Alto Medioevo, in particolare Longobardi, Goti e Saraceni, questo verrà totalmente distrutto, e il borgo comincerà a popolarsi sulla collina (località bric Santa Lucia e An Casté, sulla vetta del colle) a partire dal X secolo circa, con una struttura topografica a cerchi concentrici. L'imperatore Ottone I di Sassonia lo cede quindi in feudo ai Signori della vicina Cuccaro, mentre il piccolo borgo decentrato di San Maurizio comincerà a popolarsi circa 4 km a nord del paese.
Circa un secolo dopo, il marchese Oberto donerà alla congregazione cluniacense dei beni per la costruzione di un priorato benedettino.

### Basso Medioevo
A partire dal XII secolo, Conzano venne assoggettata al Marchesato del Monferrato, scelta non gradita dai Ghilini di Alessandria, che si scontreranno infatti, di lì a poco, con gli Aleramici del paese. Risulta di questo periodo la primitiva fortificazione del borgo, con la costruzione di una Torre sul versante orientale, ancor oggi esistente, che prenderà poi il nome di Torre dell'Orologio o Torre Civica. Davanti alla suddetta Torre, intorno al XV secolo verrà costruita la graziosa chiesetta di San Biagio, ancor oggi esistente ma ormai sconsacrata e destinata a sede per concerti e attività culturali.

Leggermente più tardiva invece, risulta la chiesa della decentrata frazione San Maurizio, in stile tardo gotico (circa metà XV secolo), dove pare siano conservate le spoglie della basilissa Sophia, figlia di Teodoro II del Monferrato e moglie dell'imperatore Giovanni VIII Paleologo. Sulla stessa strada (attuale provinciale 67) per Casale Monferrato, fu costruita una piccola roccaforte (oggi inesistente e sostituita da una recente villa privata), che diede vita all'attuale località Castello. Nel XVI secolo, il paese passò sotto il territorio dei duchi Gonzaga, questo fino all'inizio del XVIII secolo, quando furono deposti.

### Ducato di Savoia
Dal 1709, Conzano fu annesso al Ducato di Savoia, sotto diretto controllo del distretto di Casale Monferrato prima, del dipartimento del Tanaro e di Marengo poi, durante l'occupazione napoleonica.
L'antico impianto medioevale del castello del borgo, ormai in rovina, fu rimaneggiato dapprima a struttura conventuale francescana, quindi, sul finire del XVIII secolo, ricostruito a villa destinata poi ai Vidua. Durante il Regno di Sardegna, il paese divenne famoso grazie al ricco conte Carlo Vidua, un nobile appassionato di esplorazione e collezionismo presso siti storici italiani ed esteri, che riuscì a portare parecchi reperti dell'Antico Egitto a Torino, destinati successivamente al celebre Museo Egizio, tra il 1819 e il 1823. In particolare convinse il piemontese di Barbania (nel Canavese) Bernardino Drovetti, diplomatico al servizio della Francia e in Egitto, a cedere, nonostante il costo molto rilevante, la sua ricchissima collezione di reperti egizi, ambita dalla Francia, al Regno di Sardegna, atto fondamentale per la fondazione del Museo Egizio, vanto di Torino.

### Storia contemporanea
Il paese vide un aumento della popolazione, questo almeno fino al richiamo della seconda guerra d'indipendenza nel 1859 (scontri nella vicina zona di Valenza) e alla prima guerra mondiale in seguito. 
A questi eventi si aggiunse la Grande depressione della fine del XIX secolo; mentre i grandi centri urbani sopravvissero alla caduta economica, gli abitanti dei piccoli paesi rurali, impoveriti fin quasi alla fame, dovettero dar fondo agli ultimi risparmi per abbandonare le loro terre, e cercare fortuna anche molto lontano, ad esempio in America, ma soprattutto in Australia.
 Molti contadini del Monferrato si spostarono nel nord-Queensland australiano, dove c'era forte richiesta di manodopera per il taglio della canna da zucchero, un lavoro agricolo del tutto simile alla sistemazione dei vigneti monferrini. I paesi più poveri della zona risultavano, all'epoca, Lu, Occimiano, Camagna Monferrato, Cuccaro e, in primis, Conzano. La filossera, a fine ottocento, colpì i vigneti, per cui vi fu una massiccia emigrazione, soprattutto da questo paese.

Nel 1992, vi fu una riscoperta di questo interessante fenomeno emigrativo. Conzano fu istituito come unico paese della Provincia di Alessandria gemellato con l'Australia (Ingham), quindi vi fu l'intitolazione di Piazza Australia (già Piazza d'Armi), l'apertura di uno spazio espositivo sull'emigrazione, insieme al ricordo del portavoce ufficiale degli emigrati conzanesi in Australia, Giuseppe, Joe Cantamessa (1892-1947) e all'apposizione di una lapide in loro memoria inaugurata dalla Governatrice d'Australia.

### Simboli
Lo stemma del comune di Conzano è stato concesso con decreto del Presidente della Repubblica 28 ottobre 1982.
La vite richiama la tradizione vinicola locale, molto antica e sviluppata dai benedettini dopo che ebbero in dono dal marchese Oberto del Monferrato le terre per la fondazione di un priorato cluniacense nell'XI secolo. Il motto ricorda il contributo degli abitanti nella guerra di liberazione ed è tratto dal I volume dell'Eneide di Virgilio: "Vincet amor patriae laudumque immensa cupido" ("Vinceranno l'amore per la patria e il grandissimo desiderio di lodi") .

## Monumenti e luoghi d'interesse
- Chiesa parrocchiale di Santa Lucia, eretta circa a metà del XV secolo (il campanile è in stile romanico), su una già preesistente cappella dedicata al bric omonimo, fu poi rimaneggiata totalmente e dotata di ampia facciata barocca sul finire del XVIII secolo. Contiene un dittico attribuito alla scuola di Giovanni Spanzotti, degli affreschi di Luigi Faini e una pala dedicata a Santa Lucia del 1862, opera di Tommaso Lorenzone. L'ultimo restauro risale al 1904, grazie al parroco don Francesco Oddone.
- Chiesetta di San Biagio del XV secolo, sul colle orientale (via don Oddone 20), con annessa l'antica Torre panoramica di avvistamento (detta la Torre dell'Orologio, XII-XIII secolo).
- Villa Vidua, del Conte Carlo, eretta nel 1822 sul versante centro-settentrionale del paese, sui resti del precedente Castello del XV secolo e del successivo convento francescano del XVIII secolo, su probabile progetto di Luigi Canina. La villa è stata acquistata negli anni '90 dal Comune, che la ristrutturò come bene storico-artistico del paese[11]. Mantiene, ancor oggi la struttura a tre ordini di logge, con affreschi interni e una stanza detta cinese. Attualmente ospita il Centro Culturale Fondazione Enrico Colombotto Rosso, inserita nel sistema dei "Castelli Aperti" del Basso Piemonte.
- Chiesa di San Maurizio nella decentrata frazione omonima, in stile tardo gotico (circa metà XV secolo), dove pare siano conservate le spoglie della basilissa Sophia, figlia di Teodoro II del Monferrato e seconda moglie dell'imperatore Giovanni VIII Paleologo, già marchese di Casale Monferrato nel 1421 circa.
- Il belvedere di fianco alla chiesa dedicato ai parroci
- La Promenade des Artistes, sull'antico spalto, con opere artistiche "en plein air"
- L'artistica struttura "Come canne al vento" nel cimitero, che riprende l'opera di Grazia Deledda
- La grande sagoma di canguro, sopra gli antichi portici e a lato della "preja dla crija", in materia sintetica a opera dell'artista Ezio Gribaudo, che ricorda le partenze del passato
- Murales di Filippo Biagioli dedicato alla biodiversità. Opera fortemente voluta dalla giornalista Nadia Presotto (Il nuovo Giornale, la Vita Casalese, In Giardino) che visse per molti anni, nel paese.[12] È situato nella frazione San Maurizio in un giardino privato apribile su richiesta.

## Società

### Evoluzione demografica
Abitanti censiti

## Amministrazione
Di seguito è presentata una tabella relativa alle amministrazioni che si sono succedute in questo comune.
| Periodo        | Periodo        | Primo cittadino    | Partito                                    | Carica  | Note   |
| -------------- | -------------- | ------------------ | ------------------------------------------ | ------- | ------ |
| 27 giugno 1985 | 6 luglio 1990  | Massimo Porta      | Democrazia Cristiana                       | Sindaco | [ 14 ] |
| 6 luglio 1990  | 24 aprile 1995 | Claudio Roati      | Partito Socialista Italiano                | Sindaco | [ 14 ] |
| 24 aprile 1995 | 14 giugno 1999 | Emanuele Demaria   | centro                                     | Sindaco | [ 14 ] |
| 14 giugno 1999 | 14 giugno 2004 | Emanuele Demaria   | lista civica                               | Sindaco | [ 14 ] |
| 14 giugno 2004 | 7 giugno 2009  | Francesco Imarisio | lista civica                               | Sindaco | [ 14 ] |
| 7 giugno 2009  | 25 maggio 2014 | Emanuele Demaria   | lista civica Torre civica                  | Sindaco | [ 14 ] |
| 25 maggio 2014 | 26 maggio 2019 | Emanuele Demaria   | lista civica Stretta di mano con torre     | Sindaco | [ 14 ] |
| 26 maggio 2019 | 9 giugno 2024  | Emanuele Demaria   | lista civica Torre e mani che si stringono | Sindaco | [ 14 ] |
| 9 giugno 2024  | in carica      | Emanuele Demaria   | lista civica Lista torre civica            | Sindaco | [ 14 ] |

### Gemellaggi
- Ingham, dal 1993[15]

## Galleria d'immagini

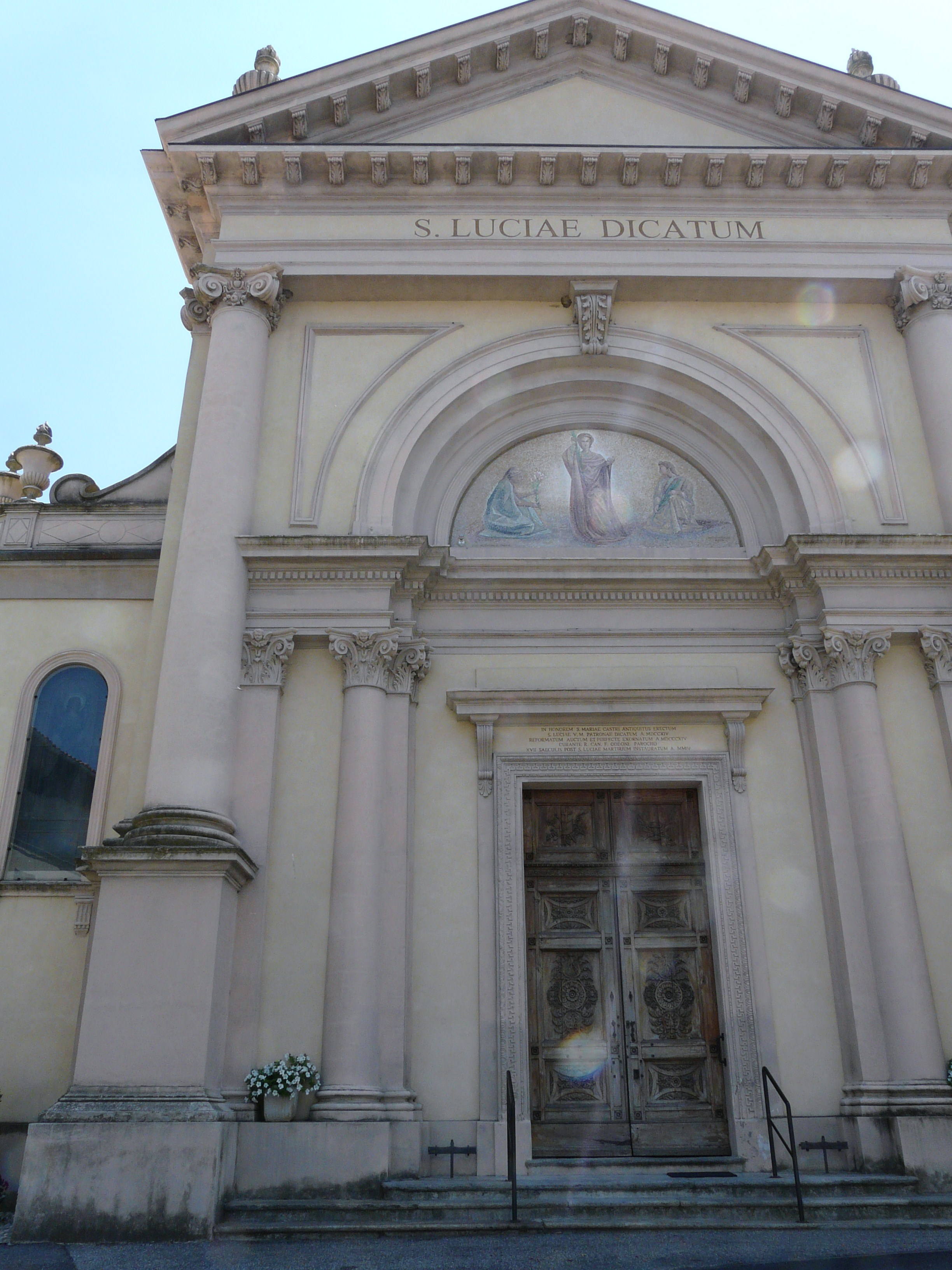
Facciata della chiesa di Santa Lucia
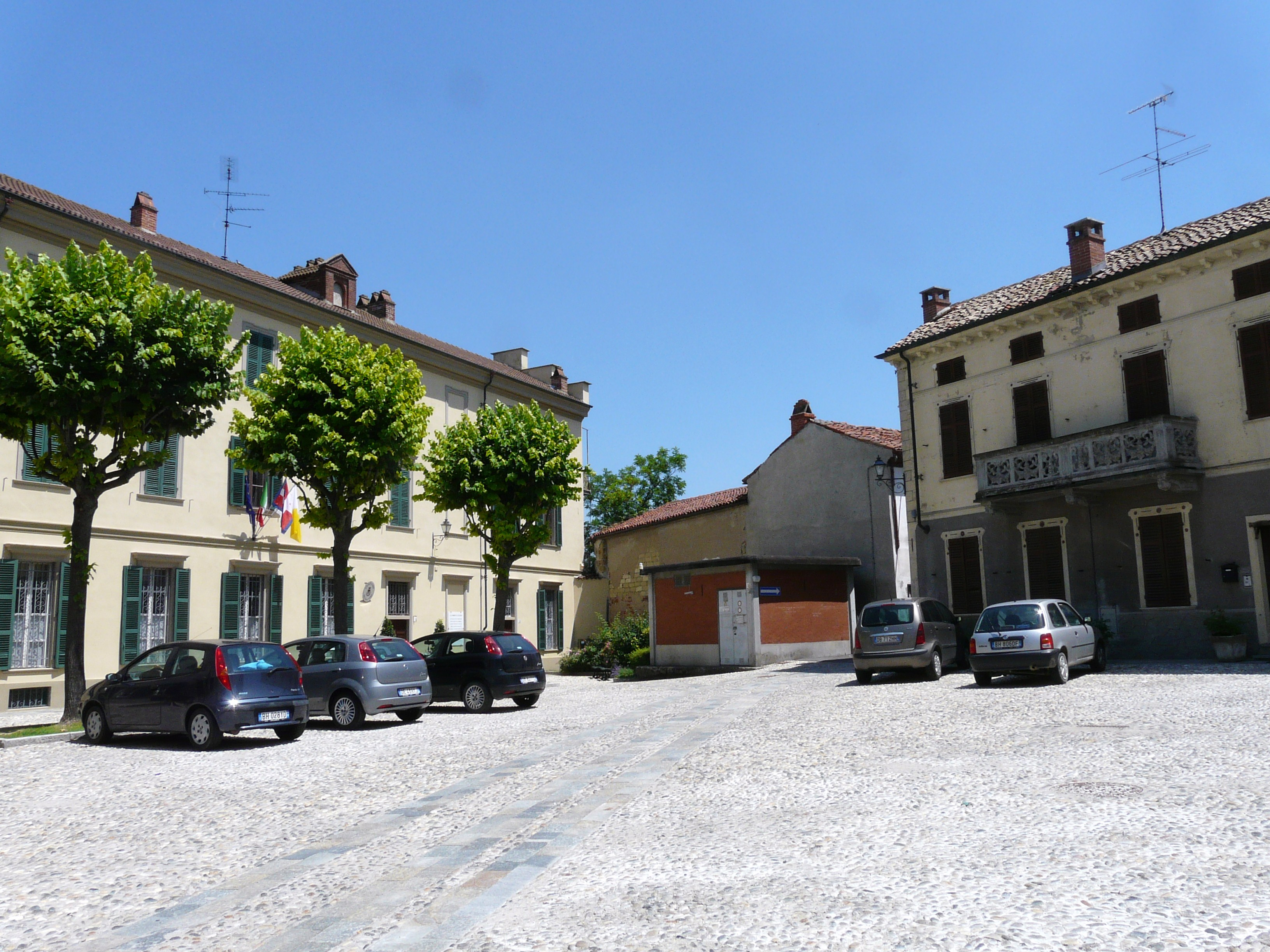
Piazza Australia
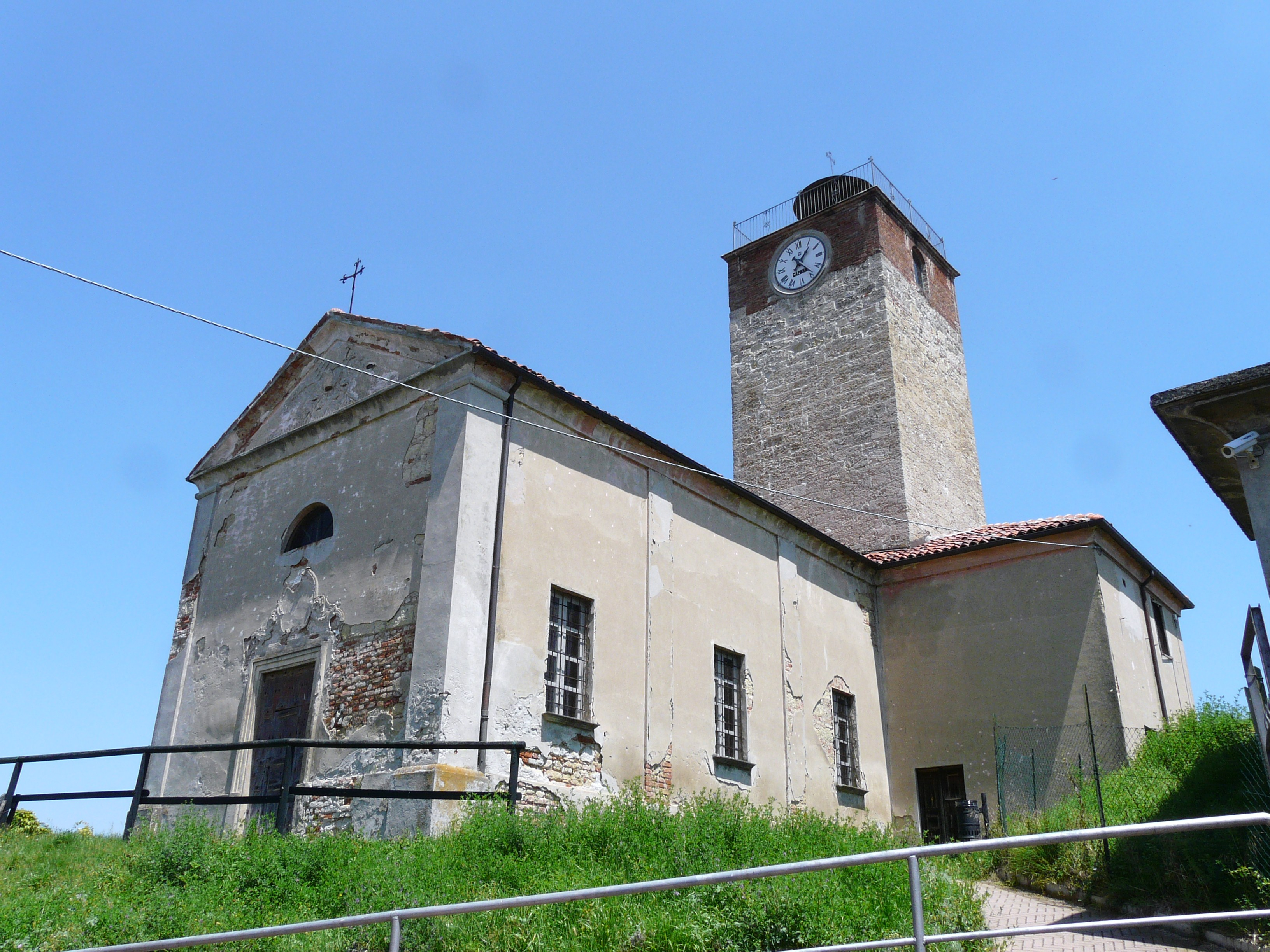
Torre dell'Orologio e chiesetta di San Biagio
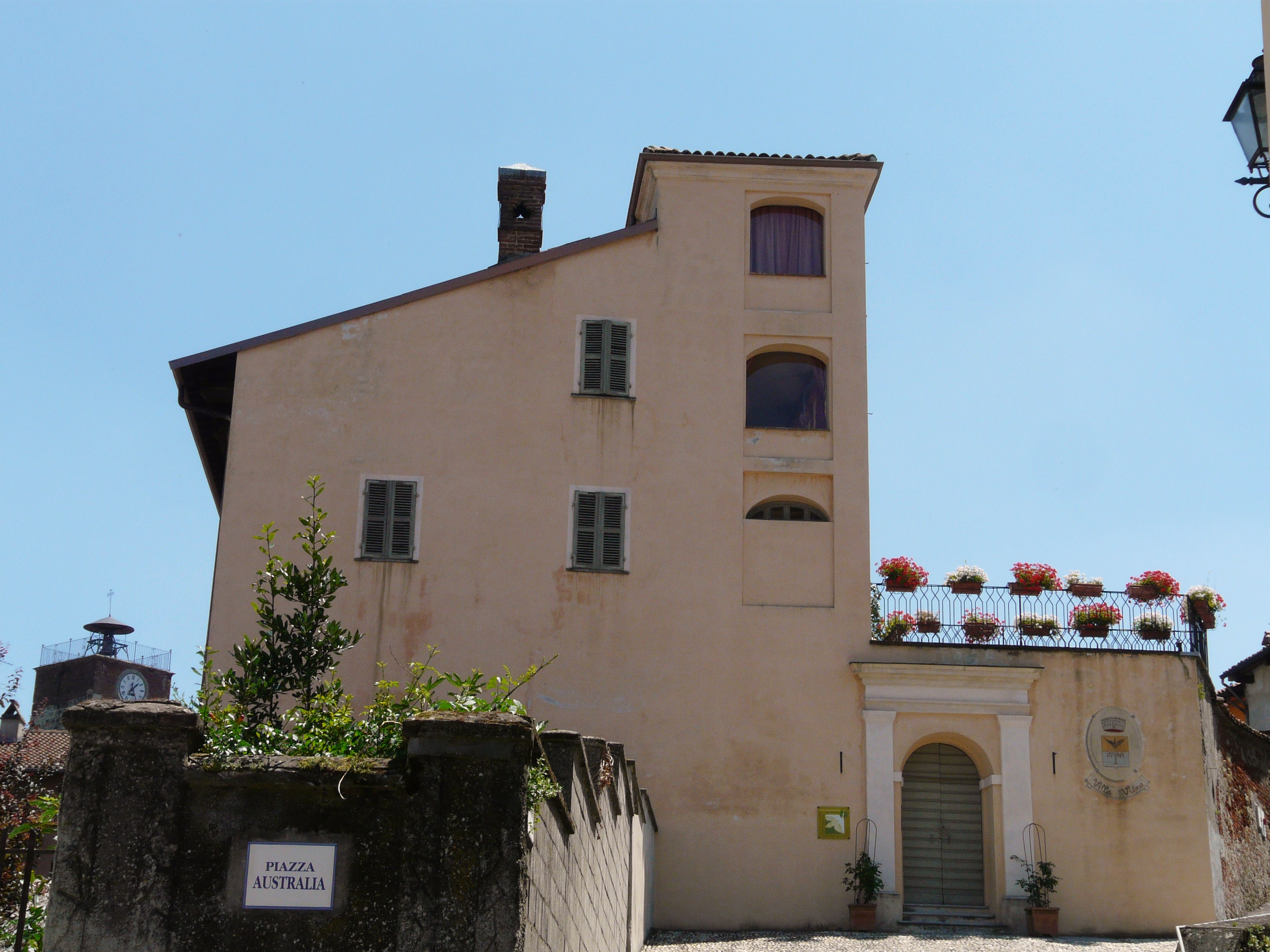
Villa Vidua
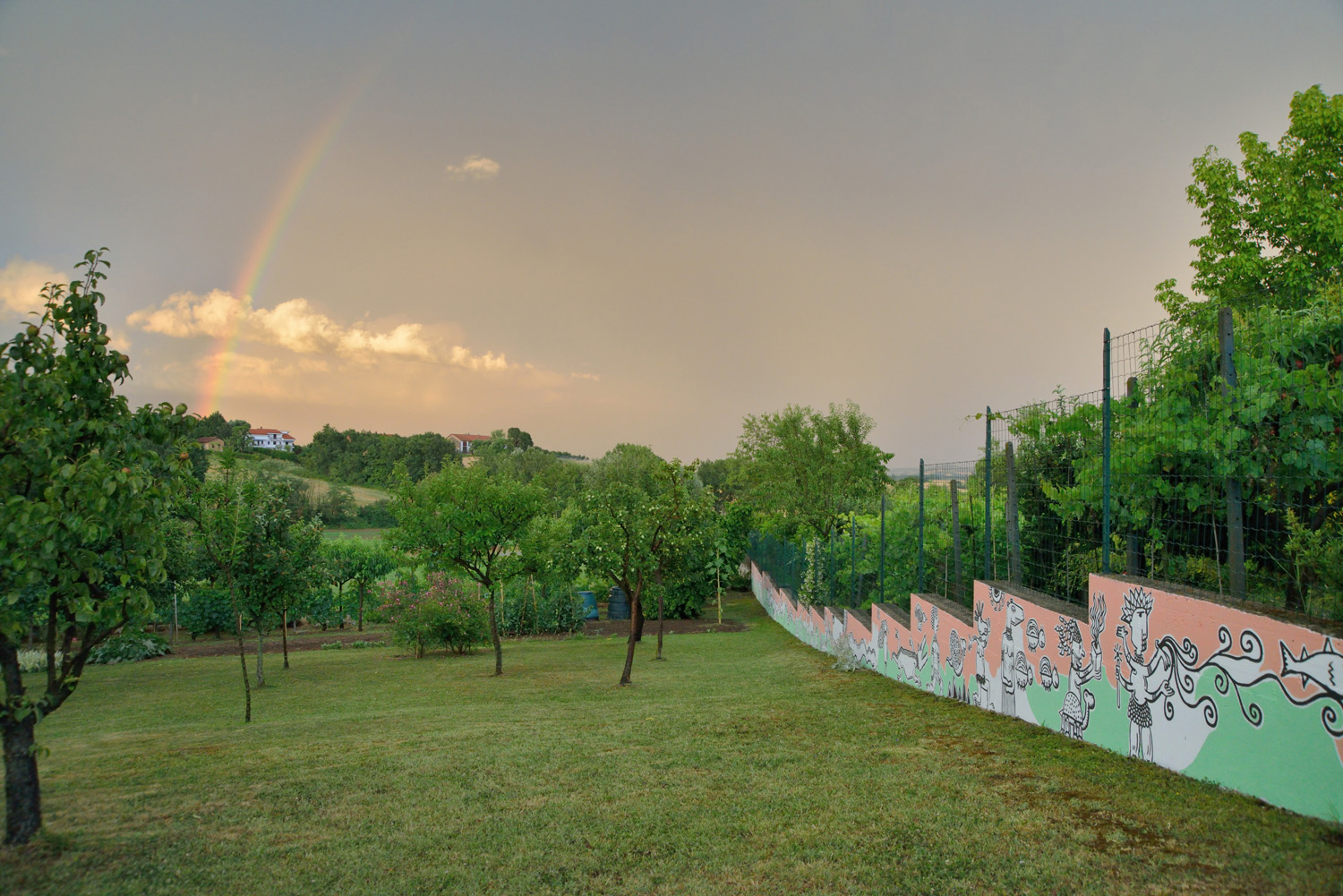
Murales di Filippo Biagioli